# Ayman az-Zawahiri
Ayman Muhammad Rabaie al-Zawahiri (arabiska: أيمن محمد ربيع الظواهري, ʾAyman Muḥammad Rabīʿ aẓ-Ẓawāhirī; uttalat [ˈʔæjmæn mʊˈħæmːæd ræˈbɪːʕ azˤːɑˈwæːhɪrɪː]), ibland stavat az-Zawahiri eller adh-Dhawahiri, född 19 juni 1951 i Maadi utanför Kairo, död 31 juli 2022 i Kabul, Afghanistan, var en egyptisk läkare (kirurg), islamisk lärd och islamistisk terrorist. Han grundade egyptiska Jihad och innehade sedan 1990-talet en viktig ställning inom terrornätverket al-Qaida som militant ledare och propagandist. Han var med och bildade al-Qaida tillsammans med Usama bin Ladin år 1998 när de slog samman sina respektive militanta grupper. Länge var han bin Ladins andreman men har kallats ”den verkliga hjärnan” bakom al-Qaida och troddes efter bin Ladins död 2011 ha varit organisationens främste strategiske ledare.
al-Zawahiri anses ha spelat en framträdande roll som inspiratör av terrorattackerna i USA den 11 september 2001. Den 10 oktober 2001 togs han upp på Federal Bureau of Investigations lista över de mest eftersökta terroristerna, vilken gjordes offentlig av USA:s dåvarande president George W. Bush. FBI-efterlysningen berodde på hans inblandning i bombdåd mot USA:s ambassader i Dar es Salaam och Nairobi 7 augusti 1998.
al-Zawahiris uppehållsort var sedan USA:s invasion av Afghanistan okänd. Han antogs, liksom Usama bin Ladin, ha gömt sig någonstans i Pakistan eller vid gränsen mellan Pakistan och Afghanistan. Han talade arabiska, engelska och franska.
Under senare delen av 2020 förekom påståenden att al-Zawahiri hade dött.